# 大港南站
大港南站位于中华人民共和国江苏省镇江市镇江新区丁岗镇，有连镇客运专线经过，于2020年12月11日开通运行。

## 车站结构
大港南站站房面积6000平方米，外立面以“圌山云水，空半楼台”为设计意向。车站候车大厅位于站台下方，面积1600平方米，日高峰旅客设计聚集量为500人。候车室采用一体化设计，内设有3台自助售票机，不设人工售票处，人工票务服务统一由候车室中部的服务台处理。
大港南站站场规模2台4线。
| 2F | 侧式站台 | 侧式站台                              |
| 2F | 2站台    | 连镇客运专线 往连云港方向（扬州东站） |
| 2F | 通过线   | 连镇客运专线 上行通过线               |
| 2F | 通过线   | 连镇客运专线 下行通过线               |
| 2F | 1站台    | 连镇客运专线 往丹徒方向（丹徒站）     |
| 2F | 侧式站台 |                                       |
| 1F | 站房     | 进站口、候车厅、出站口                |
| 1F | 站房     | 公交枢纽站                            |

- 大港南站服务台，兼具售票处功能
- 车站站台
- 镇江新区公交“高铁枢纽站”公交场站
- 连接公交枢纽站的风雨连廊

## 接驳交通
大港南站东侧设有公交枢纽站，可以通过新K004路、新K005路、新K009路和新K2路等线路前往平昌新城、中瑞产业园、十里长滩、大港老街、姚桥、丁岗、丁卯等区域。此外由于车站毗邻扬中市，公交枢纽站内还有发往扬中金山学院的Y002路。